# García Íñiguez
García Íñiguez (ur. ok. 810, zm. ok. 882) – król Nawarry od 851 do śmierci (najprawdopodobniej w 882 roku).
Królem został po śmierci swego ojca Inigo Inigueza Aristy. W początkowym okresie panowania zmuszony był walczyć z wyprawą Normanów, penetrujących wybrzeże północnej Hiszpanii, którzy złupili m.in. Pampelunę. Prowadził również spór graniczny z królestwem Asturii, który został zakończony ugodą. W konflikcie z Frankami próbował uniemożliwić im stworzenie hrabstwa Barcelony. García Íñiguez zapoczątkował w Nawarze rekonkwistę. Walcząc z muzułmańskimi władcami znacznie powiększył swoje państwo.
Zmarł prawdopodobnie w 882 roku, a na pewno po 21 października 880.

## Rodzina
Około 825 roku García poślubił Urrakę. Jej pochodzenie nie jest pewne, spekuluje się jednak, iż była ona córką Fortúna Ibn Muza z dynastii Banu Qasi. Z tego małżeństwa miał dwójkę dzieci:
- Fortún Garcés – ur. około 826; król Pampeluny w latach 872-905[3]
- Sancho Garcés – ur. około 830; król Pampeluny w latach 870-872
- Oneca Garcés – ur. około 845; hrabina Aragonii przez małżeństwo z Aznarem II Galíndezem
- Jimena Garcés – ur. około 850; królowa Asturii przez małżeństwo z Alfonsem III (brak jednoznacznych dowodów na to, że żona Alfonsa III była w istocie córką Garcíi Íñigueza[4])

Około roku 869 poślubił Leodegundię, która była córką Ordoño II, króla Asturii. Prawdziwość tego małżeństwa jest kwestionowana przez niektórych historyków.